# Begoña Fernández
Begoña Fernández Molinos (Vigo, 22 marzo 1980) è un'ex pallamanista spagnola.
Con la maglia della nazionale spagnola ha vinto il bronzo olimpico ai Giochi di Londra 2012.

## Palmarès

### Club
- Coppa delle Coppe: 1

Milar L'Eliana: 1999-2000
- EHF Cup: 1

SD Itxako: 2008-2009
- Campionato spagnolo: 8

Milar L'Eliana: 1999-2000, 2000-2001, 2001-2002
Elda Prestigio: 2007-2008
SD Itxako: 2008-2009, 2009-2010, 2010-2011, 2011-2012
- Coppa della Regina: 5

Milar L'Eliana: 1999-2000, 2000-2001
SD Itxako: 2009-2010, 2010-2011, 2011-2012
- Campionato serbo: 1

Zaječar: 2011-2012
- Campionato macedone: 1

Vardar Skopje: 2012-2013, 2013-2014, 2014-2015
- Coppa di Macedonia: 1

Vardar Skopje: 2013-2014, 2014-2015

### Nazionale
- Bronzo olimpico: 1

Londra 2012
- Campionato europeo

 Argento: Macedonia 2008

### Individuale
- Migliore pivot al campionato mondiale: 1

Cina 2009
- Migliore pivot al campionato europeo: 1

Macedonia 2008